# Semiothisa vulfranaria
Semiothisa vulfranaria är en fjärilsart som beskrevs av William Schaus 1923. Semiothisa vulfranaria ingår i släktet Semiothisa och familjen mätare. Inga underarter finns listade i Catalogue of Life.